# غوستاف دوماس
غوستاف دوماس هو رياضياتي سويسري، ولد في 5 مارس 1872، وتوفي في 11 يوليو 1955.